# Course en ligne féminine aux championnats du monde de cyclisme sur route 2015
Navigation
Ponferrada 2014 Doha 2016
La course en ligne féminine des championnats du monde de cyclisme sur route 2015 a lieu le 26 septembre 2015 à Richmond, aux États-Unis.

## Participation

### Système de sélection
Les qualifications sont principalement attribuées en fonction du classement UCI du 15 août 2015. Les cinq premières nations peuvent aligner sept coureuses, les dix nations suivantes six coureuses, les cinq suivantes cinq athlètes. Les autres nations ont la possibilité d'envoyer jusqu'à trois cyclistes.
Par ailleurs, la championne du monde sortante et les champions continentaux peuvent prendre le départ. Ils ne comptent pas dans le décompte des coureuses par nations.
| Compétition                           | Position               | Nombre de qualifiées      | Pays                                                                                       |
| ------------------------------------- | ---------------------- | ------------------------- | ------------------------------------------------------------------------------------------ |
| Classement UCI par pays               | 1-5                    | 14 inscrites, 7 partantes | Pays-Bas Italie États-Unis Allemagne Australie                                             |
| Classement UCI par pays               | 6-15                   | 13 inscrites, 6 partantes | France Belgique Royaume-Uni Suède Pologne Canada Afrique du Sud Biélorussie Ukraine Russie |
| Classement UCI par pays               | 16-20                  | 10 inscrites, 5 partantes | Luxembourg Nouvelle-Zélande Finlande Brésil Norvège                                        |
| Classement UCI par pays               | Autres pays            | 6 inscrites, 3 partantes  | TBD                                                                                        |
| Championnats                          | Coureuse               | Coureuse                  | Coureuse                                                                                   |
| Championne du monde 2014              | Pauline Ferrand-Prévot | Pauline Ferrand-Prévot    | Pauline Ferrand-Prévot                                                                     |
| Championne d'Afrique                  | Ashleigh Moolman       | Ashleigh Moolman          | Ashleigh Moolman                                                                           |
| Championne panaméricaine              | Marlies Mejias         | Marlies Mejias            | Marlies Mejias                                                                             |
| Championne d'Asie                     | Huang Ting-ying        | Huang Ting-ying           | Huang Ting-ying                                                                            |
| Championne d'Europe (moins de 23 ans) | Katarzyna Niewiadoma   | Katarzyna Niewiadoma      | Katarzyna Niewiadoma                                                                       |
| Championne d'Océanie                  | Lauren Kitchen         | Lauren Kitchen            | Lauren Kitchen                                                                             |

Note : TBD signifie to be defined, soit « pas encore défini ».

## Déroulement de la course

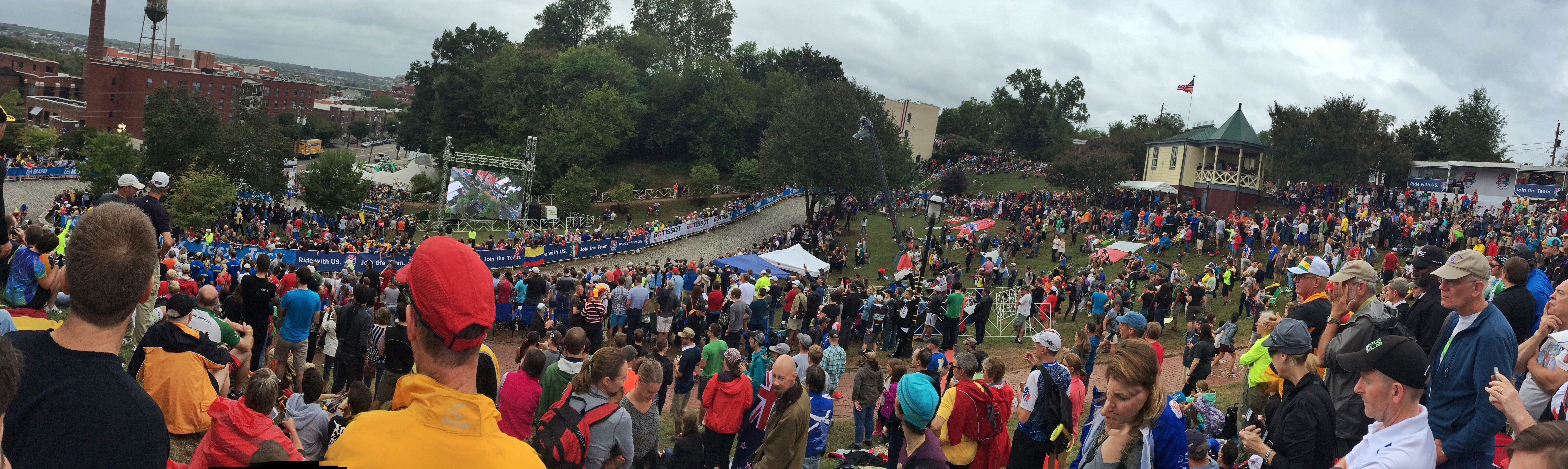
La foule dans Libby Hill

Profil du circuit

La course est longue de 129,6 km. Durant la course, plusieurs coureuses parviennent à tour de rôle à s'échapper durant moins d'un tour : la Polonaise Monika Żur, la Russe Svetlana Vasilieva, puis la Néerlandaise Chantal Blaak. À quarante kilomètres de l'arrivée, l'Américaine Evelyn Stevens accélère dans la côte, Chantal Blaak est alors reprise. Toutefois, ce rythme élevé permet à un groupe rassemblant les principales nations de s'échapper. Il est composé de : l'Américaine Coryn Rivera, la Française Audrey Cordon, la Suédoise Emilia Fahlin, l'Italienne Valentina Scandolara, la Néerlandaise Amy Pieters, l'Allemande Romy Kasper, la Polonaise Małgorzata Jasińska et les Australiennes Lauren Kitchen et Rachel Neylan. L'écart avec le peloton monte à une minute. Dans le dernier tour, la Polonaise s'en extrait. Quand elle est reprise, Lauren Kitchen contre. Elle est suivie par Valentina Scandolara. Le peloton les reprend cependant au pied de la première des trois ascensions qui ponctuent la fin du circuit. La Britannique Elizabeth Armitstead place une accélération dans la dernière côte sans parvenir à créer un trou. Un groupe de neuf coureuses se disputent donc la victoire finale. La Néerlandaise Anna van der Breggen lance le sprint mais elle est remontée par Elizabeth Armitstead qui s'impose. L'Américaine Megan Guarnier est troisième.

## Classement
|                           | Coureuse               | Pays             | Temps           |
| ------------------------- | ---------------------- | ---------------- | --------------- |
| Médaille d'or, monde      | Lizzie Armitstead      | Royaume-Uni      | 3 h 23 min 56 s |
| Médaille d'argent, monde  | Anna van der Breggen   | Pays-Bas         | m.t.            |
| Médaille de bronze, monde | Megan Guarnier         | États-Unis       | m.t.            |
| 4                         | Elisa Longo Borghini   | Italie           | m.t.            |
| 5                         | Emma Johansson         | Suède            | m.t.            |
| 6                         | Pauline Ferrand-Prévot | France           | m.t.            |
| 7                         | Katarzyna Niewiadoma   | Pologne          | m.t.            |
| 8                         | Alena Amialiusik       | Biélorussie      | m.t.            |
| 9                         | Jolanda Neff           | Suisse           | m.t.            |
| 10                        | Ellen van Dijk         | Pays-Bas         | + 9 s           |
| 11                        | Joëlle Numainville     | Canada           | + 9 s           |
| 12                        | Trixi Worrack          | Allemagne        | + 9 s           |
| 13                        | Karol-Ann Canuel       | Canada           | + 9 s           |
| 14                        | Ashleigh Moolman-Pasio | Afrique du Sud   | + 9 s           |
| 15                        | Christine Majerus      | Luxembourg       | + 9 s           |
| 16                        | Lucinda Brand          | Pays-Bas         | + 9 s           |
| 17                        | Tiffany Cromwell       | Australie        | + 9 s           |
| 18                        | Elena Cecchini         | Italie           | + 17 s          |
| 19                        | Rachel Neylan          | Australie        | + 17 s          |
| 20                        | Lizzie Williams        | Australie        | + 17 s          |
| 21                        | Małgorzata Jasińska    | Pologne          | + 17 s          |
| 22                        | Linda Villumsen        | Nouvelle-Zélande | + 17 s          |
| 23                        | Valentina Scandolara   | Italie           | + 19 s          |
| 24                        | Evelyn Stevens         | États-Unis       | + 19 s          |
| 25                        | Amalie Dideriksen      | Danemark         | + 31 s          |
| 26                        | Emilia Fahlin          | Suède            | + 31 s          |
| 27                        | Giorgia Bronzini       | Italie           | + 36 s          |
| 28                        | Lauren Kitchen         | Australie        | + 46 s          |
| 29                        | Katrin Garfoot         | Australie        | + 46 s          |
| 30                        | Lisa Brennauer         | Allemagne        | + 49 s          |
| 31                        | Romy Kasper            | Allemagne        | + 51 s          |
| 32                        | Leah Kirchmann         | Canada           | + 52 s          |
| 33                        | Hanna Solovey          | Ukraine          | + 52 s          |
| 34                        | Daiva Tušlaitė         | Lituanie         | + 52 s          |
| 35                        | Rasa Leleivytė         | Lituanie         | + 52 s          |
| 36                        | Alison Jackson         | Canada           | + 52 s          |
| 37                        | Emilie Moberg          | Norvège          | + 52 s          |
| 38                        | Diana Peñuela          | Colombie         | + 52 s          |
| 39                        | Coryn Rivera           | États-Unis       | + 52 s          |
| 40                        | Lotta Lepistö          | Finlande         | + 52 s          |
| 41                        | Elena Kuchinskaya      | Russie           | + 52 s          |
| 42                        | Eugenia Bujak          | Pologne          | + 52 s          |
| 43                        | Ingrid Drexel          | Mexique          | + 52 s          |
| 44                        | Tatiana Antoshina      | Russie           | + 52 s          |
| 45                        | Aude Biannic           | France           | + 52 s          |
| 46                        | Amy Pieters            | Pays-Bas         | + 52 s          |
| 47                        | An-Li Kachelhoffer     | Afrique du Sud   | + 52 s          |
| 48                        | Amanda Spratt          | Australie        | + 52 s          |
| 49                        | Jolien D'Hoore         | Belgique         | + 52 s          |
| 50                        | Loren Rowney           | Australie        | + 52 s          |
| 51                        | Ane Santesteban        | Espagne          | + 52 s          |
| 52                        | Anna Plichta           | Pologne          | + 52 s          |
| 53                        | Audrey Cordon          | France           | + 52 s          |
| 54                        | Rossella Ratto         | Italie           | + 52 s          |
| 55                        | Lenore Pipes           | Guam             | + 52 s          |
| 56                        | Olga Shekel            | Ukraine          | + 1 min 11 s    |
| 57                        | Polona Batagelj        | Slovénie         | + 1 min 16 s    |
| 58                        | Anna Potokina          | Russie           | + 1 min 25 s    |
| 59                        | Oxana Kozonchuk        | Russie           | + 1 min 25 s    |
| 60                        | Gracie Elvin           | Australie        | + 1 min 25 s    |
| 61                        | Chantal Blaak          | Pays-Bas         | + 1 min 37 s    |
| 62                        | Tatiana Guderzo        | Italie           | + 2 min 33 s    |
| 63                        | Eri Yonamine           | Japon            | + 3 min 33 s    |
| 64                        | Jelena Erić            | Serbie           | + 4 min 52 s    |
| 65                        | Monika Żur             | Pologne          | + 5 min 41 s    |
| 66                        | Urša Pintar            | Slovénie         | + 5 min 41 s    |
| 67                        | Iris Slappendel        | Pays-Bas         | + 5 min 41 s    |
| 68                        | Laura Lozano           | Colombie         | + 5 min 41 s    |

|    | Coureuse                 | Pays                       | Temps         |
| -- | ------------------------ | -------------------------- | ------------- |
| 69 | Anisha Vekemans          | Belgique                   | + 5 min 41 s  |
| 70 | Monika Brzeźna           | Pologne                    | + 5 min 41 s  |
| 71 | Olivia Dillon            | Irlande                    | + 5 min 41 s  |
| 72 | Joanne Kiesanowski       | Nouvelle-Zélande           | + 5 min 41 s  |
| 73 | Serika Gulumá            | Colombie                   | + 5 min 41 s  |
| 74 | Hanna Nilsson            | Suède                      | + 5 min 41 s  |
| 75 | Camilla Møllebro         | Danemark                   | + 5 min 41 s  |
| 76 | Marta Bastianelli        | Italie                     | + 5 min 41 s  |
| 77 | Tayler Wiles             | États-Unis                 | + 5 min 41 s  |
| 78 | Rushlee Buchanan         | Nouvelle-Zélande           | + 5 min 41 s  |
| 79 | Hayley Simmonds          | Royaume-Uni                | + 5 min 41 s  |
| 80 | Doris Schweizer          | Suisse                     | + 5 min 41 s  |
| 81 | Roxane Knetemann         | Pays-Bas                   | + 7 min 34 s  |
| 82 | Svetlana Vasilieva       | Russie                     | + 10 min 11 s |
| 83 | Daniela Reis             | Portugal                   | + 10 min 11 s |
| 84 | Erika Varela             | Mexique                    | + 10 min 11 s |
| 85 | Paola Muñoz              | Chili                      | + 10 min 11 s |
| 86 | Lauren Komanski          | États-Unis                 | + 10 min 11 s |
| 87 | Jeanne D'arc Girubuntu   | Rwanda                     | + 11 min 37 s |
| 88 | Sheyla Gutiérrez         | Espagne                    | + 14 min 0 s  |
|    | Claudia Lichtenberg      | Allemagne                  | DNF           |
|    | Sara Mustonen-Lichan     | Suède                      | DNF           |
|    | Alice Barnes             | Royaume-Uni                | DNF           |
|    | Ingrid Lorvik            | Norvège                    | DNF           |
|    | Martina Ritter           | Autriche                   | DNF           |
|    | Anna Sanchis             | Espagne                    | DNF           |
|    | Amélie Rivat             | France                     | DNF           |
|    | Stephanie Pohl           | Allemagne                  | DNF           |
|    | Lucy Garner              | Royaume-Uni                | DNF           |
|    | Enkhjargal Tüvshinjargal | Mongolie                   | DNF           |
|    | Lija Laizāne             | Lettonie                   | DNF           |
|    | Paz Bash                 | Israël                     | DNF           |
|    | Miryam Núñez             | Équateur                   | DNF           |
|    | Cecilie Gotaas Johnsen   | Norvège                    | DNF           |
|    | Charlotte Becker         | Allemagne                  | DNF           |
|    | Tetyana Ryabchenko       | Ukraine                    | DNF           |
|    | Kathrin Hammes           | Allemagne                  | DNF           |
|    | Shelley Olds             | États-Unis                 | DNF           |
|    | Annelies Dom             | Belgique                   | DNF           |
|    | Pascale Jeuland          | France                     | DNF           |
|    | Roxane Fournier          | France                     | DNF           |
|    | Natalya Sayfutdinova     | Kazakhstan                 | DNF           |
|    | Zuzana Neckářová         | Tchéquie                   | DNF           |
|    | Cherise Stander          | Afrique du Sud             | DNF           |
|    | Élise Delzenne           | France                     | DNF           |
|    | Jessie Daams             | Belgique                   | DNF           |
|    | Kaat Hannes              | Belgique                   | DNF           |
|    | Jessie Walker            | Royaume-Uni                | DNF           |
|    | Lauren Stephens          | États-Unis                 | DNF           |
|    | Nicole Hanselmann        | Suisse                     | DNF           |
|    | Kathryn Bertine          | Saint-Christophe-et-Niévès | DNF           |
|    | Chanpeng Nontasin        | Thaïlande                  | DNF           |
|    | Sofie De Vuyst           | Belgique                   | DNF           |
|    | Denise Ramsden           | Canada                     | DNF           |
|    | Molly Weaver             | Royaume-Uni                | DNF           |
|    | Tereza Medvedová         | Slovaquie                  | DNF           |
|    | Daria Egorova            | Russie                     | DNF           |
|    | Jennifer Cesar           | Venezuela                  | DNF           |
|    | Milagro Mena             | Costa Rica                 | DNF           |
|    | Katarzyna Wilkos         | Pologne                    | DNF           |
|    | Fiona Meade              | Irlande                    | DNF           |
|    | Olena Demydova           | Ukraine                    | DNF           |
|    | Miriam Bjørnsrud         | Norvège                    | DNF           |
|    | Sarah Rijkes             | Autriche                   | DNF           |
|    | Jutatip Maneephan        | Thaïlande                  | DNF           |
|    | Solymar Rivera           | Porto Rico                 | DNF           |
|    | Laura Vainionpää         | Finlande                   | DNS           |